# Венг, Хейди
Хе́йди Венг (норв. Heidi Weng; род. 20 июля 1991[…], Итре-Энебакк, Акерсхус) — норвежская лыжница, пятикратная чемпионка мира, бронзовый призёр Олимпийских игр 2014 года в скиатлоне, двукратная обладательница Кубка мира в общем зачёте (2016/17 и 2017/18), победительница Тур де Ски 2016/2017, Тур де Ски 2017/2018. Универсал, успешно выступает и в дистанционных и в спринтерских гонках, отдавая предпочтение дистанционным.
В интервью TV2 Хейди Венг заявила, что из-за занятий лыжами на холоде, у неё в 2011 году появилась астма и с тех пор она официально применяет противоастматические препараты и не считает это неправильным с точки зрения этики.

## Спортивная карьера
На своём первом чемпионате мира в 2013 году Венг завоевала золото в составе эстафетной четвёрки и заняла 3-е место в скиатлоне. Через 2 года в Фалуне она вновь стала чемпионкой в эстафете.
На олимпийских играх 2014 года в Сочи Хейди Венг завоевала бронзовую медаль в скиатлоне.
В Кубке мира Венг дебютировала в 2009 году, в феврале 2012 года впервые попала на подиум на этапе Кубка мира. Всего имеет на своём счету 6 побед в личных гонках на этапах Кубка мира. Лучшим достижением Венг в общем итоговом зачёте Кубка мира является 1-е место в сезонах 2016/17 и 2017/18.
На Олимпийских играх 2018 года выступила на всех 4 личных дистанциях, но ни разу не сумела подняться выше 8-го места. При этом Хейди, которая была действующей обладательницей Кубка мира и выступала в эстафете на чемпионатах 2013, 2015 и 2017 годов, неожиданно не было включена в состав эстафеты, где норвежки выиграли золото.

## Результаты

### Олимпийские игры
| Олимпийские игры | Спринт | Командный спринт | 10 км раздельный старт | 7,5+7,5 км скиатлон | 30 км масс-старт | Эстафета |
| ---------------- | ------ | ---------------- | ---------------------- | ------------------- | ---------------- | -------- |
| 2014 Сочи        | —      | —                | 9                      | 3                   | 19               | 5        |
| 2018 Пхёнчхан    | 11     | —                | 11                     | 9                   | 8                | —        |

### Чемпионаты мира по лыжным видам спорта
8 медалей (5 золотых, 2 серебряные, 1 бронзовая)
| Чемпионат мира      | Спринт | Командный спринт | 10 км раздельный старт | 7,5+7,5 км скиатлон | 30 км масс-старт | Эстафета |
| ------------------- | ------ | ---------------- | ---------------------- | ------------------- | ---------------- | -------- |
| 2013 Валь-ди-Фьемме | —      | —                | 10                     | 3                   | 4                | 1        |
| 2015 Фалун          | —      | —                | 22                     | 7                   | 8                | 1        |
| 2017 Лахти          | 7      | 1                | 4                      | 5                   | 2                | 1        |
| 2019 Зефельд        | —      | —                | 19                     | 7                   | —                | 2        |
| 2021 Оберстдорф     | —      | —                | 15                     | 9                   | 2                | 1        |